# Volvo XC70
Der Volvo XC70 ist ein Pkw-Modell des schwedischen Automobilherstellers Volvo. Dabei handelt es sich in den ersten beiden Generationen um die Crossover-Version des Volvo V70 mit höhergelegtem Fahrwerk, Allradantrieb (AWD) (bei den meisten Modellen) und geländetauglichen Anbauteilen.
Die erste Generation wurde im Frühjahr 2000 noch unter der Bezeichnung V70 XC auf den Markt gebracht, aber Mitte 2003 dann in XC70 umbenannt. Im Sommer 2007 erschien die zweite Generation, die bis Mitte 2016 erhältlich war. In China kommt im September 2025 eine dritte XC70-Baureihe auf den Markt.

## XC70 (Typ P2, 2000–2007)
Der Volvo V70 Cross Country wurde im März 2000 vom V70 XC der zweiten Generation abgelöst. Wie zuvor handelte es sich um einen hochgelegten V70, der mit großen unlackierten Plastikschürzen und Allradantrieb Familien- und Offroadfähigkeit vereinen soll. Er wurde zunächst mit zwei Motorvarianten ausgeliefert: der Fünfzylinder-Otto-Reihenmotor hatte 2,4 Liter Hubraum, 147 kW (200 PS) und der Fünfzylinder-Commonrail-Dieselmotor mit 2,4 Liter hatte 120 kW (163 PS). Käufer hatten die Wahl zwischen einem 5-Gang-Schaltgetriebe oder einer 5-Stufen-Geartronik.
Mitte 2003 wurde der V70 XC in XC70 umbenannt. Gleichzeitig wurde der Allradantrieb durch die Verwendung einer Haldexkupplung für die Hinterachse verbessert.

### Modellpflege
Im Herbst 2004 folgte eine Modellpflege, die andere Seitenmarkierungsleuchten, Aluminiumschürzen vorne und hinten und eine stromlinienförmigere Frontpartie sowie auch einen neuen Benzinmotor beinhaltete. Dieser hatte nun 2,5 Liter Hubraum und eine Leistung von 154 kW (210 PS). Die 5-Stufen-Geartronik wurde durch eine 6-Stufen-Geartronik ersetzt. Zudem wurde der Innenraum – besonders die Mittelkonsole und die Bedieneinheit im Armaturenbrett – verändert.

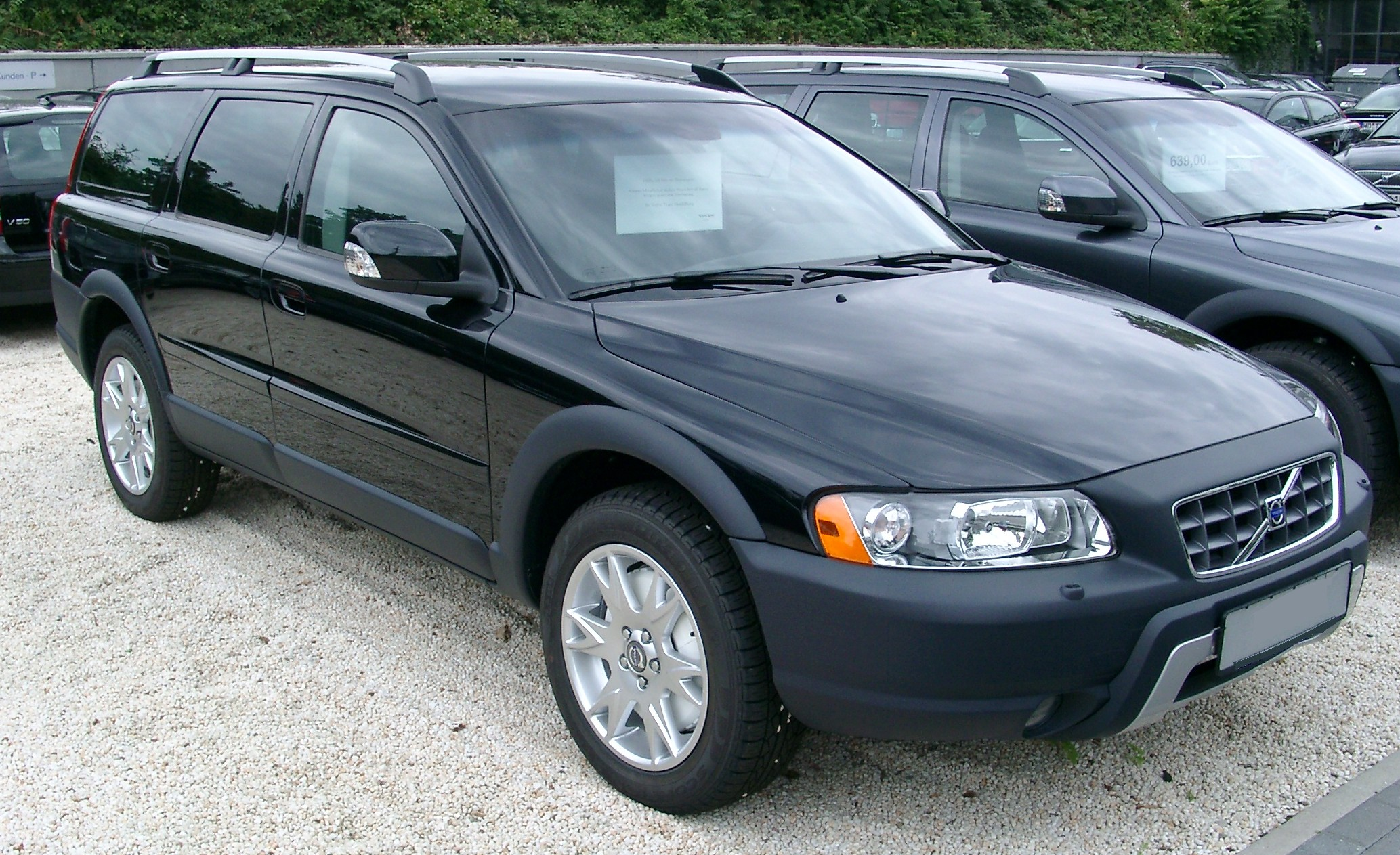
Volvo XC70 (2004–2007)
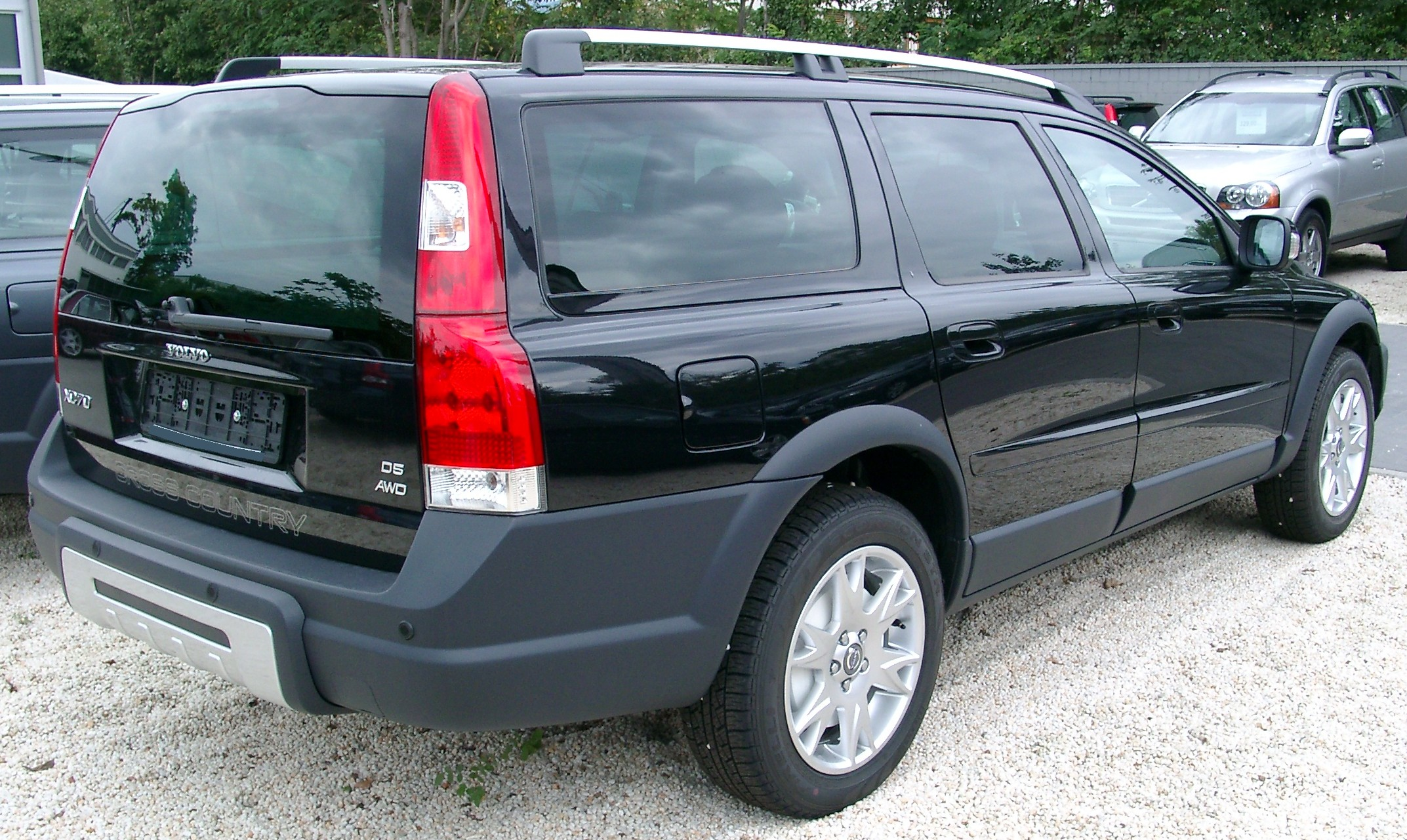
Heckansicht

Ende 2005 wurde eine Weiterentwicklung des Dieselmotors mit auf 136 kW (185 PS) gesteigerter Leistung und Partikelfilter eingeführt. Des Weiteren kam noch das optionale, sogenannte Four-C-Fahrwerk hinzu, das sich individuell auf die Untergründe/Fahrbahnunebenheiten einstellen lässt (Sport und Komfort). 
Direkte Konkurrenten sind der Audi allroad quattro, der auf dem Audi A6 Avant basiert, der Subaru Outback, der auf dem Subaru Legacy basiert, der VW Passat Alltrack, der auf dem VW Passat basiert, sowie der Škoda Octavia Scout.

### Motoren
| Modell   | Hubraum  | Zylinder | Leistung                       | Drehmoment                 | Bauzeit         |
| Otto     | Otto     | Otto     | Otto                           | Otto                       | Otto            |
| -------- | -------- | -------- | ------------------------------ | -------------------------- | --------------- |
| 2.4T AWD | 2435 cm³ | R5       | 147 kW (200 PS) bei 6000 min−1 | 285 Nm bei 1800–5000 min−1 | 04/2000–07/2002 |
| 2.5T AWD | 2521 cm³ | R5       | 154 kW (210 PS) bei 5000 min−1 | 320 Nm bei 1500–4500 min−1 | 07/2002–06/2007 |
| Diesel   |          |          |                                |                            |                 |
| D5 AWD   | 2401 cm³ | R5       | 120 kW (163 PS) bei 4000 min−1 | 340 Nm bei 1750–2750 min−1 | 07/2002–11/2005 |
| D5 AWD   | 2401 cm³ | R5       | 136 kW (185 PS) bei 4000 min−1 | 400 Nm bei 2000–2750 min−1 | 12/2005–06/2007 |

## XC70 (Typ P24, 2007–2016)
Die zweite Generation des XC70 wurde im Sommer 2007 vorgestellt.

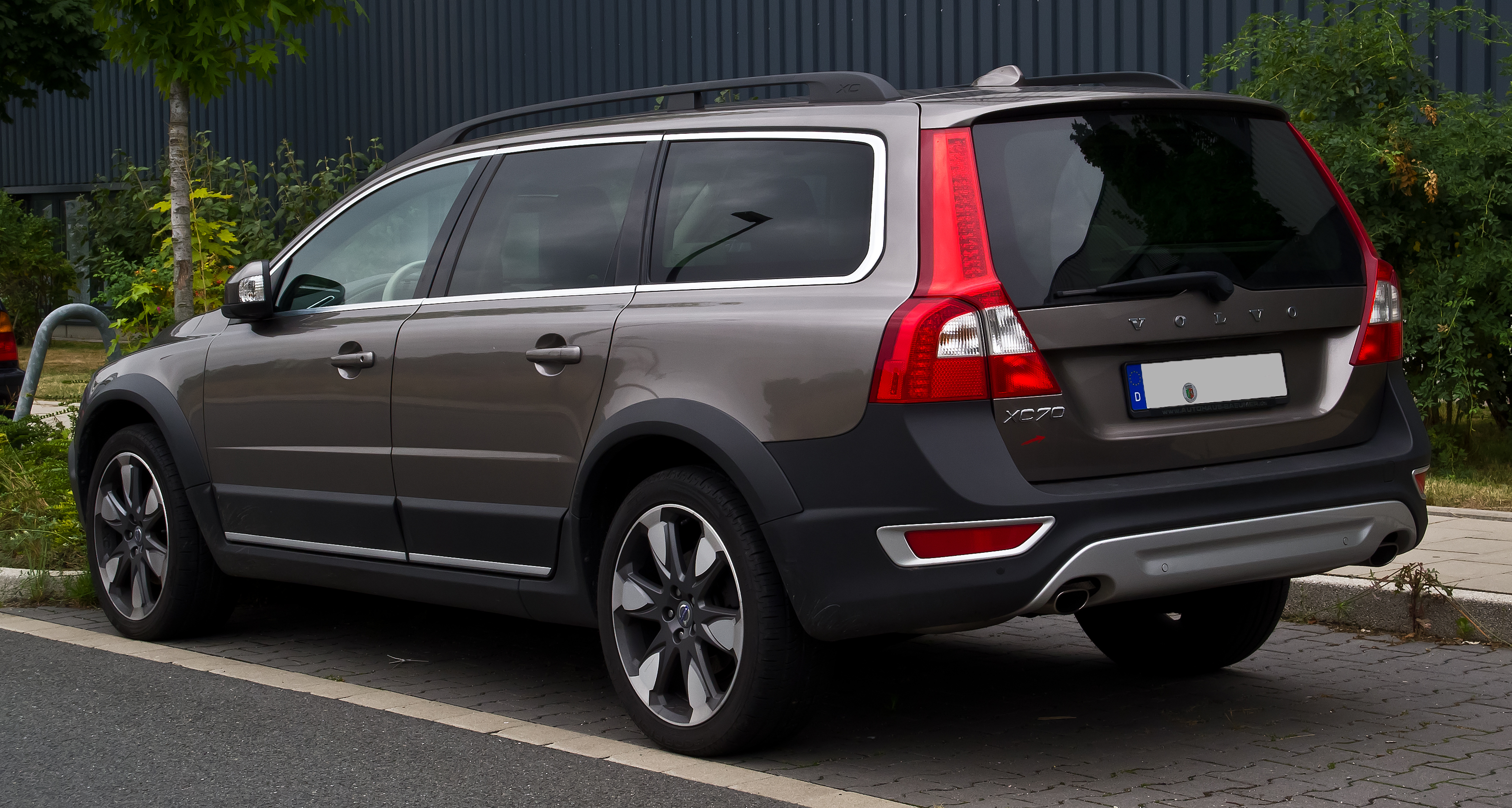
Heckansicht

Der XC70 war anfangs nur mit dem größten Benzinmotor und dem stärkeren der beiden Fünfzylinder-Diesel verfügbar, dafür jedoch mit serienmäßigem Allradantrieb (All Wheel Drive, kurz AWD).
Auf der Tuningmesse SEMA in den USA stellte Volvo die Studie Volvo XC70 Surf Rescue vor, die speziell für Rettungsschwimmer konzipiert ist.
Diese Studie hat eine um 12 cm größere Bodenfreiheit, Kotflügelverbreiterungen, einen Unterbodenfahrschutz aus Aluminium, Neoprensitzbezüge und einen Dachträger für Rettungs-Surfboards.

### Modellpflege
Mitte 2013 wurde der XC70 im Rahmen einer Modellpflege modifiziert. Hierbei änderte Volvo das Design des Kühlergrills ab, der sich fortan durch eine wabenartige Struktur auszeichnet. Am Heck unterscheidet sich das überarbeitete Modell durch Chromleisten unter den Heckleuchten sowie unter dem Volvo-Schriftzug.
Mitte Mai 2016 lief die Produktion des XC70 aus.

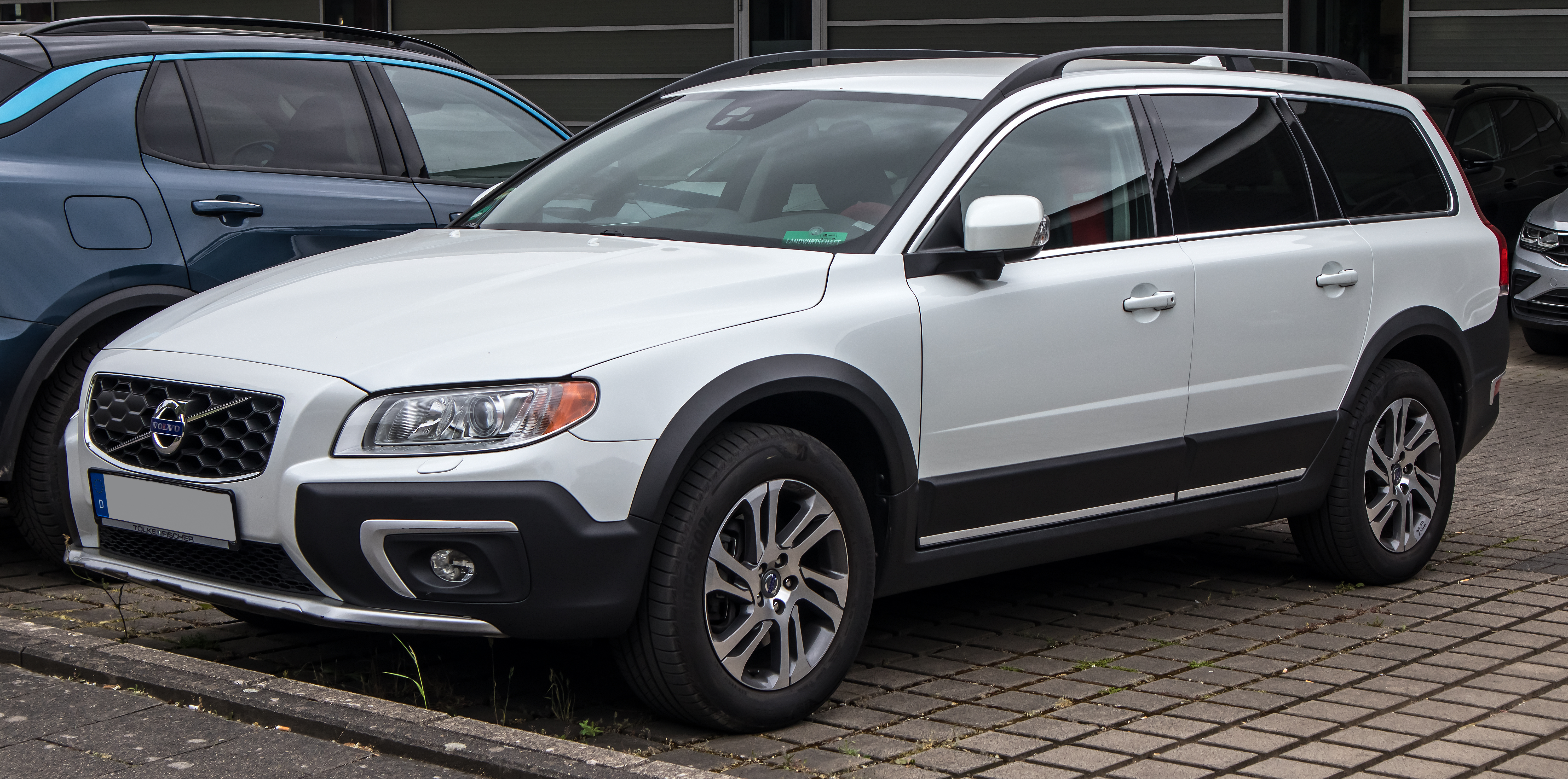
Volvo XC70 (2013–2016)
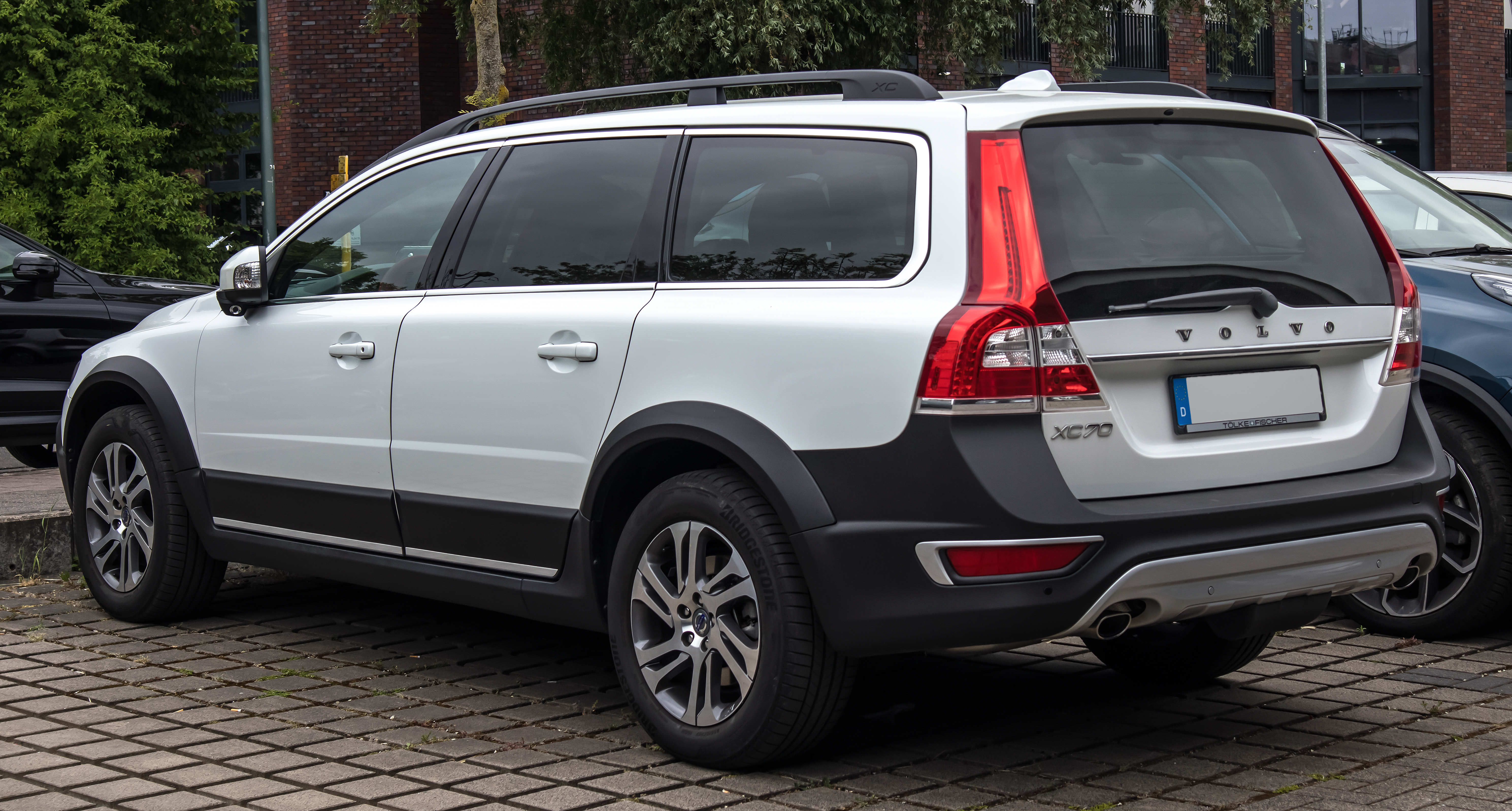
Heckansicht

### Motoren
| Modell          | Hubraum  | Zylinder | Leistung                            | Drehmoment                 | Bauzeit         |
| Benziner        | Benziner | Benziner | Benziner                            | Benziner                   | Benziner        |
| --------------- | -------- | -------- | ----------------------------------- | -------------------------- | --------------- |
| 3.2 AWD         | 3192 cm³ | R6       | 175 kW (238 PS) bei 6200 min−1      | 320 Nm bei 3200 min−1      | 08/2007–01/2008 |
| T5              | 1969 cm³ | R4       | 180 kW (245 PS) bei 5500 min−1      | 350 Nm bei 1500–4800 min−1 | 06/2013–05/2016 |
| T6 AWD          | 2953 cm³ | R6       | 210 kW (285 PS) bei 5950 min−1      | 400 Nm bei 1500–4800 min−1 | 01/2008–10/2010 |
| T6 AWD          | 2953 cm³ | R6       | 224 kW (304 PS) bei 5600 min−1      | 440 Nm bei 2100–4200 min−1 | 10/2010–06/2013 |
| Diesel          |          |          |                                     |                            |                 |
| D3*/D4          | 1984 cm³ | R5       | 120 kW (163 PS) bei 3500 min−1      | 400 Nm bei 1500–2750 min−1 | 04/2010–06/2013 |
| D3 AWD*/D4 AWD  | 2400 cm³ | R5       | 120 kW (163 PS) bei 4000 min−1      | 420 Nm bei 1750–2500 min−1 | 04/2010–11/2013 |
| 2.4D AWD        | 2400 cm³ | R5       | 120 kW (163 PS) bei 4000 min−1      | 420 Nm bei 1750–3000 min−1 | 11/2009–10/2010 |
| 2.4D (DRIVe)    | 2400 cm³ | R5       | 129 kW (175 PS) bei 3000–4000 min−1 | 420 Nm bei 1500–2750 min−1 | 04/2009–04/2010 |
| D4              | 1969 cm³ | R4       | 133 kW (181 PS) bei 4250 min−1      | 400 Nm bei 1750–2500 min−1 | 06/2013–05/2016 |
| D4 AWD          | 2400 cm³ | R5       | 133 kW (181 PS) bei 4000 min−1      | 420 Nm bei 1750–2500 min−1 | 06/2013–05/2016 |
| D5 AWD          | 2400 cm³ | R5       | 136 kW (185 PS) bei 4000 min−1      | 400 Nm bei 2000–2750 min−1 | 08/2007–03/2009 |
| D5 AWD          | 2400 cm³ | R5       | 151 kW (205 PS) bei 4000 min−1      | 420 Nm bei 1500–3250 min−1 | 04/2009–05/2011 |
| D5 AWD          | 2400 cm³ | R5       | 158 kW (215 PS) bei 4000 min−1      | 420 Nm bei 1500–3250 min−1 | 05/2011–03/2015 |
| D5 AWD (Autom.) | 2400 cm³ | R5       | 158 kW (215 PS) bei 4000 min−1      | 440 Nm bei 1500–3000 min−1 | 06/2011–03/2015 |
| D5 AWD (Autom.) | 2400 cm³ | R5       | 162 kW (220 PS) bei 4000 min−1      | 440 Nm bei 1500–3000 min−1 | 03/2015–05/2016 |

* Bis April 2012 als D3/D3 AWD vermarktet.

## XC70 (seit 2025)
Erste Bilder der dritten Generation wurden im Mai 2025 vom chinesischen Ministerium für Industrie und Informationstechnik im Rahmen des Homologationsprozesses veröffentlicht. Sie wird seit August 2025 in Taizhou gebaut und soll im September 2025 in China auf den Markt kommen.
Angetrieben wird der XC70 der dritten Generation ausschließlich von einem Plug-in-Hybrid-Antrieb. Nach dem chinesischen CLTC-Fahrzyklus soll sich eine elektrische Reichweite von bis zu 200 km ergeben. Die Höchstgeschwindigkeit liegt bei 180 km/h.